# Ramos Gin Fizz
Il Ramos Gin Fizz (anche noto come "Ramos Fizz" o "New Orleans Fizz") è un cocktail a base di gin preparato con succo di limone, albume d'uovo, zucchero, crema di latte, acqua di fiori d'arancio e acqua gassata. Viene servito in un bicchiere di tipo Collins 12 o 14 once. È un cocktail ufficiale IBA dal 2011.

## Storia
Il cocktail è stato inventato nel 1888 da Henry C. Ramos, mentre lavorava nel suo bar di New Orleans, in Louisiana, l'Imperial Cabinet Saloon. In origine era chiamato "New Orleans fizz", e prima del proibizionismo godeva di grande popolarità, tale che presso il locale di Ramos oltre venti baristi erano incaricati di preparare esclusivamente quel cocktail per poter soddisfare tutte le richieste. In seguito, durante il Carnevale di New Orleans del 1915, vennero assunti 35 baristi per tale scopo. Il cocktail veniva shakerato energicamente da un team di giovani ragazzi, che si passavano il drink dall'uno all'altro in fila, fino a 12 minuti prima di poter essere servito.

## Composizione

### Ingredienti
La ricetta ufficiale IBA del 2011 prevede i seguenti ingredienti:
- 4,5 cl di gin
- 3 cl di sciroppo di zucchero
- 1,5 cl di succo di lime
- 1,5 cl di succo di limone fresco
- 6 cl di crema di latte (panna)
- 3 cl di albume d'uovo
- 3 gocce di acqua di fiori d'arancio
- 2 gocce di estratto di vaniglia
- Soda (acqua gassata)

### Preparazione
Aggiungere tutti gli ingredienti (eccetto l'acqua gassata) nello shaker, quindi shakerare senza ghiaccio (dry shake) per due minuti. Aggiungere quindi il ghiaccio e shakerare vigorosamente per un altro minuto. Versare quindi il cocktail nel bicchiere, senza ghiaccio, utilizzando lo strainer. Completare con un top di acqua gassata.